# ピエールフランチェスコ・パボーニ
ピエールフランチェスコ・パボーニ（Pierfrancesco Pavoni、1963年2月21日 ‐ ）は、イタリア・ローマ出身で短距離走を専門にしていた元陸上競技選手。
1983年ヘルシンキ世界選手権男子4×100mリレーの銀メダリストである。また、1987年ローマ世界選手権男子100mではオリンピックも含め、この種目でイタリア選手初のファイナリストになった選手である。4×200mリレーの元室内世界記録保持者、60mの元室内イタリア記録保持者。

## 経歴
1982年9月のヨーロッパ選手権に出場すると、男子100m決勝で10秒25（-0.8）のジュニアイタリア記録（当時）を樹立。優勝したフランク・エンメルマンには0秒04及ばなかったものの、ジュニアの選手ながらシニアの国際大会で銀メダルを獲得した。
1983年8月のヘルシンキ世界選手権に出場すると、男子4×100mリレーの全てのラウンドでイタリアチームの3走を務め、決勝では38秒37のイタリア記録（当時）を樹立。37秒86の世界記録（当時）を樹立して優勝したアメリカには及ばなかったものの、3位のソビエトには0秒04差で競り勝ち銀メダルを獲得した。
1984年2月11日の競技大会男子4×200mリレーでイタリアチームの1走を務め、1分22秒32の室内世界記録（当時）を樹立した。
1987年3月のインディアナポリス世界室内選手権男子60mに出場すると、個人種目では自身初の世界大会ファイナリストとなった。迎えた決勝では6秒59をマークし、リー・マクレー（6秒50）、マーク・ウィザースプーン（6秒54）に次ぐ3位に入り銅メダルを獲得した。
1987年8-9月に地元で開催されたローマ世界選手権に出場すると、出場した男子100m、男子200m、男子4×100mリレーの全てで決勝に進出した。それぞれ7位、7位、6位に終わりメダルを獲得することはできなかったが、男子100mではオリンピックを含めてもイタリア選手初のファイナリストという快挙を成し遂げた。この大会を最後に、イタリアから世界選手権100mとオリンピック男子100mのファイナリストは誕生していない。
1989年3月のブダペスト世界室内選手権男子60mに出場すると、準決勝を室内イタリアタイ記録（当時）の6秒58で突破し、2大会連続でファイナリストとなった。決勝では6秒61とタイムを落としたものの、アンドレス・シモン（6秒52）、ジョン・マイルズ＝ミルズ（6秒59）に次ぐ3位に入り、2大会連続で銅メダルを獲得した。この大会を最後に、イタリアから世界室内選手権60mのメダリストは誕生しておらず、パボーニはこの種目でメダリストになった唯一のイタリア選手である。

## 自己ベスト
記録欄の（　）内の数字は風速（m/s）で、+は追い風を意味する。
| 種目 | 記録           | 年月日        | 場所           | 備考               |
| 屋外 | 屋外           | 屋外          | 屋外           | 屋外               |
| ---- | -------------- | ------------- | -------------- | ------------------ |
| 100m | 10秒22 (+1.8)  | 1986年9月11日 | オスティア     |                    |
| 100m | 10秒13w (+2.9) | 1989年8月25日 | デュースブルク | 追い風参考記録     |
| 200m | 20秒38 (0.0)   | 1987年8月10日 | グロッセート   |                    |
| 400m | 45秒71         | 1985年8月17日 | モスクワ       |                    |
| 室内 |                |               |                |                    |
| 60m  | 6秒55          | 1990年3月7日  | ピレウス       | 元室内イタリア記録 |

## 主要大会成績
備考欄の記録は当時のもの
| 年   | 大会                          | 場所               | 種目    | 結果           | 記録            | 備考                 |
| ---- | ----------------------------- | ------------------ | ------- | -------------- | --------------- | -------------------- |
| 1981 | ヨーロッパジュニア選手権 (en) | ユトレヒト         | 100m    | 3位            | 10秒39 (+3.6)   |                      |
| 1981 | ヨーロッパジュニア選手権 (en) | ユトレヒト         | 4x100mR | 4位            | 40秒62 (4走)    |                      |
| 1981 | ワールドカップ (en)           | ローマ             | 100m    | 6位            | 10秒51 (+0.2)   |                      |
| 1981 | ワールドカップ (en)           | ローマ             | 4x100mR | 6位            | 39秒67 (1走)    |                      |
| 1982 | ヨーロッパ室内選手権 (en)     | ミラン             | 60m     | 4位            | 6秒68           |                      |
| 1982 | ヨーロッパ選手権 (en)         | アテネ             | 100m    | 2位            | 10秒25 (-0.8)   | ジュニアイタリア記録 |
| 1982 | ヨーロッパ選手権 (en)         | アテネ             | 4x100mR | 4位            | 38秒96 (1走)    |                      |
| 1983 | 世界選手権                    | ヘルシンキ         | 100m    | 2次予選4組5着  | 10秒44 (-1.2)   |                      |
| 1983 | 世界選手権                    | ヘルシンキ         | 200m    | 1次予選棄権    | DNS             |                      |
| 1983 | 世界選手権                    | ヘルシンキ         | 4x100mR | 2位            | 38秒37 (3走)    | イタリア記録         |
| 1983 | 地中海競技大会 (en)           | カサブランカ       | 100m    | 優勝           | 10秒24          | 大会タイ記録         |
| 1983 | 地中海競技大会 (en)           | カサブランカ       | 4x100mR | 優勝           | 38秒76          |                      |
| 1984 | オリンピック                  | ロサンゼルス       | 100m    | 1次予選10組4着 | 10秒72          |                      |
| 1985 | ヨーロッパ室内選手権 (en)     | ピレウス           | 60m     | 準決勝1組6着   | 6秒73           |                      |
| 1985 | 世界室内大会                  | パリ               | 60m     | 予選3組3着     | 6秒80           |                      |
| 1985 | ワールドカップ (en)           | キャンベラ         | 4x100mR | 5位            | 38秒76 (3走)    | ヨーロッパ代表       |
| 1985 | ワールドカップ (en)           | キャンベラ         | 4x400mR | 4位            | 3分01秒46 (1走) | ヨーロッパ代表       |
| 1986 | ヨーロッパ選手権 (en)         | シュトゥットガルト | 200m    | 準決勝2組7着   | 20秒85 (0.0)    |                      |
| 1986 | ヨーロッパ選手権 (en)         | シュトゥットガルト | 4x100mR | 5位            | 38秒86 (3走)    |                      |
| 1987 | ヨーロッパ室内選手権 (en)     | リエヴァン         | 60m     | 2位            | 6秒58           |                      |
| 1987 | 世界室内選手権                | インディアナポリス | 60m     | 3位            | 6秒59           |                      |
| 1987 | 世界選手権                    | ローマ             | 100m    | 7位            | 16秒23 (+1.0)   |                      |
| 1987 | 世界選手権                    | ローマ             | 200m    | 7位            | 20秒45 (-0.4)   |                      |
| 1987 | 世界選手権                    | ローマ             | 4x100mR | 6位            | 39秒62 (4走)    |                      |
| 1988 | ヨーロッパ室内選手権 (en)     | ブダペスト         | 60m     | 5位            | 6秒64           |                      |
| 1988 | オリンピック                  | ソウル             | 100m    | 2次予選5組4着  | 10秒33          |                      |
| 1988 | オリンピック                  | ソウル             | 4x100mR | 5位            | 38秒54 (3走)    |                      |
| 1989 | ヨーロッパ室内選手権 (en)     | デン・ハーグ       | 60m     | 4位            | 6秒62           |                      |
| 1989 | 世界室内選手権                | ブダペスト         | 60m     | 3位            | 6秒61           |                      |
| 1990 | ヨーロッパ室内選手権 (en)     | グラスゴー         | 60m     | 2位            | 6秒59           |                      |
| 1990 | ヨーロッパ選手権 (en)         | スプリト           | 100m    | 予選3組3着     | 10秒57 (-0.9)   |                      |